# 묵사동천
묵사동천(墨寺洞川)은 남산에서 발원해 청계천으로 흘러들던 하천으로, 현재는 복개되었다. 준천사실에는 원출김위남별영(源出禁衛南別營)으로, 한경지략에는 묵사동천수(墨寺洞川水)로, 동국여지비고에는 금위남별영(禁衛南別營)으로 되어 있다. 하천의 이름은 이 하천의 상류에 ‘묵사(墨寺)’라는 절이 있어 붙었다고 하며, 박지원의 소설 허생전에서 허생의 일가가 사는 ‘묵적골’이 바로 이 묵사동천이다.

## 과거의 다리
조선 시대의 묵사동천의 다리 목록이다.
- 상무침교(上無沈橋) : 충무로5가 82번지에 있었으며, 다리가 낮아 장마 때는 항상 물에 묻혔기 때문에 이런 이름이 붙었다.[3]
- 하무침교(下無沈橋) : 예관동 70번지에 있었으며, 상무침교와 유래는 같다.[3]
- 청녕교(淸寧橋) : 을지로4가 156번지와 259번지 사이에 있었으며, 청녕위 한경침(淸寧尉 韓景琛)의 집이 근처에 위치하였기 때문에 이런 이름이 붙었다.[3] 청녕위교(淸寧尉橋), 청교(淸橋), 청자교(淸字橋)라고도 불렸다.[3]
- 염초교(焰硝橋) : 주교동 308번지 방산시장 안에 있었으며[2], 염초청이 근처에 있던 적이 있었으므로 붙은 이름이다.[3]